# Mardela Springs
Mardela Springs és una població dels Estats Units a l'estat de Maryland. Segons el cens del 2000 tenia 364 habitants.

## Demografia
Segons el cens del 2000, Mardela Springs tenia 364 habitants, 135 habitatges, i 93 famílies. La densitat de població era de 390,4 habitants per km².
Dels 135 habitatges en un 37,8% hi vivien nens de menys de 18 anys, en un 52,6% hi vivien parelles casades, en un 7,4% dones solteres, i en un 30,4% no eren unitats familiars. En el 23% dels habitatges hi vivien persones soles el 12,6% de les quals corresponia a persones de 65 anys o més que vivien soles. El nombre mitjà de persones vivint en cada habitatge era de 2,67 i el nombre mitjà de persones que vivien en cada família era de 3,15.
Per edats la població es repartia de la següent manera: un 29,1% tenia menys de 18 anys, un 8,2% entre 18 i 24, un 30,2% entre 25 i 44, un 20,6% de 45 a 60 i un 11,8% 65 anys o més.
L'edat mediana era de 34 anys. Per cada 100 dones de 18 o més anys hi havia 85,6 homes.
La renda mediana per habitatge era de 37.500 $ i la renda mediana per família de 46.250 $. Els homes tenien una renda mediana de 35.125 $ mentre que les dones 20.000 $. La renda per capita de la població era de 17.580 $. Entorn del 6,8% de les famílies i el 6,9% de la població estaven per davall del llindar de pobresa.

## Poblacions més properes
El següent diagrama mostra les poblacions més properes.